# El Coronil
El Coronil is een gemeente in de Spaanse provincie Sevilla in de regio Andalusië met een oppervlakte van 92 km². In 2007 telde El Coronil 5045 inwoners.

## Demografische ontwikkeling
Bron: INE, 1857-2011: volkstellingen